# 162a Divisió Cuirassada (Israel)
La 162a Divisió Cuirassada "Acer" (en hebreu: עוצבת הפלדה, Utzbat HaPlada), és una divisió cuirassada de servei regular en les Forces de Defensa d'Israel (o FDI). Està subordinada al Comandament Central.
Aquesta unitat està dirigida pel general de brigada Moti Baruch. La divisió va tenir un paper decisiu al Sinaí durant la Guerra de Yom Kipur de 1973, sota el comandament d'Abraham Adan.
Encara que està subordinada al Comandament Central, la 162° Divisió va participar en les batalles contra Hezbollah, entre juliol i agost de 2006, en el sector occidental del sud del Líban i el nord de Bint Jbail. La Unitat va aconseguir arribar a l'estratègic Riu Litani, que separa al Líban controlat per Hezbollah.

## Unitats

Estructura de la 162° Divisió Cuirassada

- 401° Brigada Blindada "Ha-Barzel"/"Ferro"
- 933° Brigada d'Infanteria "Nahal"
- 900° Brigada d'Infanteria "Kfir"/"Cadell de Lleó" (Els batallons estan operativament units a les brigades regionals de la Divisió de Cisjordània)
- Brigada Blindada "El puny i la llança" (en Reserva)
- 417° Brigada "Vall del Jordà" (Territorial), de vegades anomenada Brigada "Arie"/"Lleó"
- 215° Brigada d'Artilleria "Kala David"/"Fona de David"
  - Batalló d'Artilleria (M109 "Doher")
  - Batalló d'Artilleria (M109 "Doher")
  - Companyia d'Ubicació d'Objectius
  - Batalló de Comunicacions